# Fichte-Gymnasium Karlsruhe
Das Fichte-Gymnasium ist ein nach Johann Gottlieb Fichte benanntes Gymnasium im Stadtteil Innenstadt-West von Karlsruhe mit rund 800 Schülern und 70 Lehrern.

## Geschichte
1827 wurde in Karlsruhe am Ettlinger Tor eine Höhere Töchterschule eröffnet. Nach verschiedenen Umzügen und organisatorischen Änderungen wurde die Schule 1877 unterteilt in zwei Züge, einen fünf- und einen siebenjährigen. Die siebenjährige Höhere Mädchenschule wurde als Mittelschule eingestuft. 1878 zog dieser Zug in einen Neubau in der Sophienstraße 14 um, das heutige Gebäude des Fichte-Gymnasiums.
Am 16. September 1893 wurde auf Initiative des Vereins „Frauenbildungs-Reform“ das erste deutsche Mädchengymnasium gegründet. Es bezog Räume im Gebäude der Volksschule in der Waldstraße 83. Beteiligt an der Gründung waren unter anderem die Vorsitzende des Vereins Hedwig Kettler und Anita Augspurg.
Aufgrund organisatorischer Schwierigkeiten des Vereins wurde das Mädchengymnasium 1897 der unter städtischer Aufsicht stehenden Höheren Mädchenschule in der Sophienstraße angegliedert.
Die ersten vier von ursprünglich 28 Gymnasiastinnen schlossen 1899 ihr Abitur ab. Darunter waren Rahel Goitein (später Straus; 1880–1963), die als erste Frau an der Universität Heidelberg Medizin studierte, und Magdalena Meub (später Neff; 1881–1966), die erste Studentin an der Technischen Hochschule Karlsruhe und erste approbierte Apothekerin Deutschlands.
Wegen der stark gestiegenen Schülerinnenzahl wurde am 21. September 1911 ein Neubau in der Sophienstraße 147 bezogen. Das Mädchengymnasium sowie Teile der Höheren Mädchenschule zogen dorthin um. Daraus entstand das heutige Lessing-Gymnasium. Die in der Sophienstraße verbleibenden Teile der Höheren Mädchenschule und Vorschule wurden zur Fichte-Schule. Erster Direktor wurde Joseph Metzger.
Nachdem das Gebäude des Lessing-Gymnasiums im September 1942 bei einem Bombenangriff schwer zerstört worden war, wurden die Schülerinnen beider Schulen im Schichtbetrieb im Gebäude der Fichteschule unterrichtet. Nachdem im September 1944 auch die Fichteschule von Bomben getroffen wurde, musste der gesamte Unterricht eingestellt werden.
1973 wurde die Schule in ein gemischtes Gymnasium mit Koedukation umgewandelt.
Im Rahmen des 100-jährigen Jubiläums des Mädchengymnasiums gab es Überlegungen, das Fichte-Gymnasium zu Ehren der Initiatorin in Hedwig-Kettler-Gymnasium umzubenennen. Dies wurde nach intensiven Diskussionen mit knapper Mehrheit vom Lehrerkollegium abgelehnt.
Zum Schuljahr 1996/97 wurde im Rahmen des seit 1994 existierenden AbiBac der zweisprachige Unterricht in Deutsch und Französisch mit zuerst 27 Schülern eingeführt.
2018 feierten das Fichte-Gymnasium und das Lessing-Gymnasium gemeinsam mit der Stadt Karlsruhe 125 Jahre erstes deutsches Mädchengymnasium.

## Gebäude
Das Gebäude des Fichte-Gymnasiums wurde um 1870 von Heinrich Lang entworfen und 1878 fertiggestellt. 1881 erhielt der östliche Flügel einen Stockaufsatz. 2011 wurde ein weiterer Flügel angebaut, der als eine Art Brücke zwischen den zwei älteren Flügeln dient. Von 2014 bis 2015 wurde das Nebengebäude, aufgrund großer Baufälligkeit abgerissen und neu gebaut.
Seit Oktober 2014 kann der Neubau in der Sophienstraße 2 genutzt werden. Die Mensa lässt sich in einen Saal für Vorträge, Feste oder Theateraufführungen verwandeln. Außerdem beherbergt das Gebäude moderne Musiksäle und Räume für die Nachmittagsbetreuung.

## Unterrichtsangebot
Das Fichte-Gymnasium hat eine starke europäische Ausrichtung. Unter anderem wird im Rahmen des Programms AbiBac ein bilingualer Französischzug angeboten, der ermöglicht, sowohl mit dem Abitur als auch dem Baccalauréat abzuschließen. Außerdem gibt es Angebote im naturwissenschaftlichen, neusprachlichen und wirtschaftswissenschaftlichen Bereich.

## Bekannte ehemalige Schüler
- Gerlinde Hämmerle (* 1940), Politikerin der SPD
- Daniela Klette (* 1958), ehemaliges Mitglied der terroristischen Vereinigung Rote Armee Fraktion (RAF)
- Wolfram Fleischhauer (* 1961), deutscher Schriftsteller
- Claudia Stockinger, (* 1970), deutsche Literaturwissenschaftlerin